# Dorog Város Egyesített Sportintézménye
A Dorog Város Egyesített Sportintézménye egy közfeladatot ellátó, önállóan működő intézmény, amely 2012. április 1-jén alakult. Célja és fő feladata a Dorogon az  egyesületi, verseny, szabadidő- és tömegsport szolgálatában álló intézmények üzemeltetése.

## Története
2001 óta valamennyi Dorogon működő sportlétesítmény üzemeltetését A Dorogi Városüzemeltetési kht. végezte, amelynek hatáskörébe tartozott a várossal kapcsolatos számos fontos feladat, mint a köztisztaság, a parkok, a közvilágítás, önkormányzati szolgálati lakások és egyéb ingatlankezelések. A városi önkormányzat 2012. év elején kezdeményezte egy olyan szerv létrehozását, amely kifejezetten a településen lévő sportlétesítmények üzemeltetésére hivatott. Ennek szellemében 2012. április 1-jén megalakult a Dorog Város Egyesített Sportintézménye, amely egy önállóan működő intézmény. Az intézmény jogszabályban meghatározott közfeladata: sport és ifjúsági ügyek. Első vezetője Egri Tibor volt, jelenleg pedig Szekér Zoltán az intézményvezető. Az intézmény székhelye: 2510 Dorog, Iskola u. 1.

## Fenntartásába tartozozó intézmények
- Dorog Városi Sportcsarnok
- Buzánszky Jenő Stadion
- Nipl Stefánia Uszoda
- Városi Teniszpályák
- Műfüves Labdarúgó Pálya
- Monostori Tivadar Utánpótlás Centrum
- Fekete-hegyi turistaház

## Az intézmény telephelyei
- 2510 Dorog, Iskola u. 1.
- 2510 Dorog, Iskola u. 9.
- 2510 Dorog, Gorkij u. 1.
- 2510 Dorog, Köztársaság u. 1.
- 2510 Dorog Iskola u. 4.